# Tangled in Reins
Tangled in Reins è il secondo album in studio del gruppo musicale statunitense Steelheart, pubblicato nel luglio 1992 dalla MCA Records.

## Il disco
L'album non riuscì a confermare il successo del precedente negli Stati Uniti, fermandosi solamente alla 144ª posizione della classifica Billboard 200. Tuttavia il gruppo riuscì a incrementare notevolmente la propria popolarità nei paesi asiatici dopo aver registrato un MTV Unplugged a Hong Kong nel febbraio 1993.
L'album ha venduto circa 100 000 copie negli Stati Uniti. Ha invece venduto oltre 10 000 copie a Hong Kong e 50 000 copie in Giappone.

## Tracce
1. Loaded Mutha – 5:43 (Michael Matijevic)
2. Sticky Side Up – 4:32 (Matijevic, James Ward)
3. Electric Love Child – 6:27 (Matijevic, Ward)
4. Late for the Party – 4:17 (Matijevic, Ward)
5. All Your Love – 6:52 (Matijevic)
6. Love 'Em and I'm Gone – 5:38 (Matijevic)
7. Take Me Back Home – 4:43 (Matijevic)
8. Steelheart – 5:43 (Matijevic)
9. Mama Don't You Cry – 5:51 (Matijevic)
10. Dancin' in the Fire – 3:49 (Matijevic)

## Formazione
- Michael Matijevic – voce, pianoforte, chitarra
- Chris Risola – chitarra solista
- Frank DiCostanzo – chitarra ritmica
- James Ward – basso
- John Fowler – batteria

Altri musicisti
- Brad Buxer – tastiere
- C.J. Vanston – tastiere
- Jeff Scott Soto – cori